# Dầu bao
Dầu bao hay dầu bao đi, dầu baud, dầu lông, chò lông (danh pháp hai phần: Dipterocarpus baudii) là cây thuộc họ Dầu.

## Lịch sử phân loại
Được Pieter Willem Korthals mô tả khoa học lần đầu tiên năm 1840 theo mẫu cây tại Sumatra (Indonesia).
Năm 1886, trong Les plantes utiles des Colonies Françaises Jean Marie Antoine de Lanessan đề cập tới loài Dipterocarpus duperreana được Jean Baptiste Louis Pierre, khi đó là giám đốc Vườn bách thảo Sài Gòn, thu thập tại tỉnh Biên Hòa và đặt tên. Ông ghi tên bản địa của nó là dzao houm-van hoặc hou-van. Năm 1889, trong Flore forestière de la Cochinchine Jean Baptiste Louis Pierre cung cấp mô tả khoa học và hình minh họa cho loài này với tên gọi bản địa cây houm ván. Ông cũng ghi nhận sự tương tự của nó với các loài Dipterocarpus pilosus và Dipterocarpus baudii, nhưng vẫn coi nó là loài khác biệt (Cette espèce se rappoche beaucoup des D. pilosus Roxb. et D. baudii Korth., espèces indistinctes, suivant MM. Dyer et Kurz, mais légitimes M. Burck (Ann. Jard. Bot. de Buitenzorg, VI, 198-199) et suivant moi.).

## Từ nguyên
Tính từ định danh baudii lấy theo tên Jean Chrétien Baud (1789-1859), toàn quyền Đông Ấn Hà Lan giai đoạn 1833-1836, sau này là bộ trưởng bộ hải quân và bộ thuộc địa trong chính quyền của Willem I và Willem II của Hà Lan.

## Phân bố
Loài này có phân bố từ Myanmar, Thái Lan, Việt Nam, Campuchia đến Indonesia (Sumatra). Tại Việt Nam, cây phân bố ở Tây Nguyên và Đồng Nai.
Cây dầu bao sinh trưởng trong rừng thường xanh tới cao độ 800 m. Cây cao 25 m – 30 m, có thể đến 40 m, đường kính thân có thể đạt 80 cm, lá hình bầu dục, chồi và cành non có lông hình sao.
Cây cho gỗ, dầu và tinh dầu. Gỗ dầu bao màu đỏ nhạt, tỉ trọng từ 600 kg/m³ đến 800 kg/m³ ở độ ẩm 15%. Dầu nhựa dùng để thắp và xảm thuyền.
Tại Myanmar đã gặp cây lai tự nhiên giữa dầu bao với dầu đọt tím (Dipterocarpus grandiflorus).

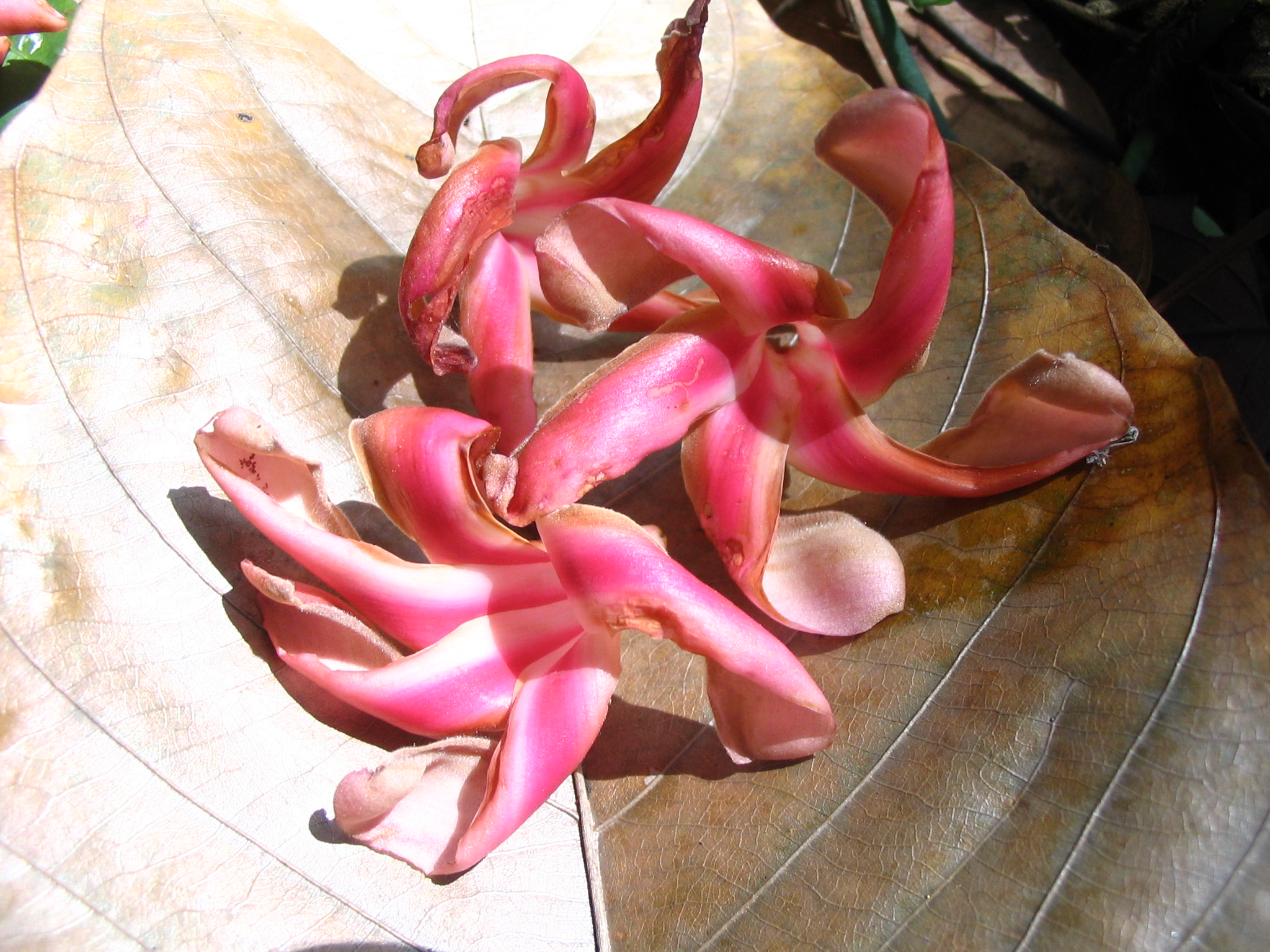
Cánh hoa dầu bao héo rơi dưới đất

## Hình ảnh

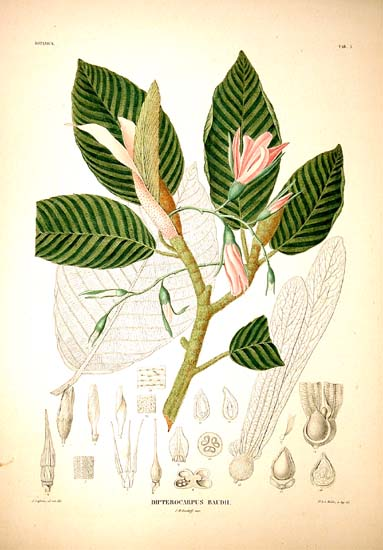